# Алексіос (Мадзиріс)

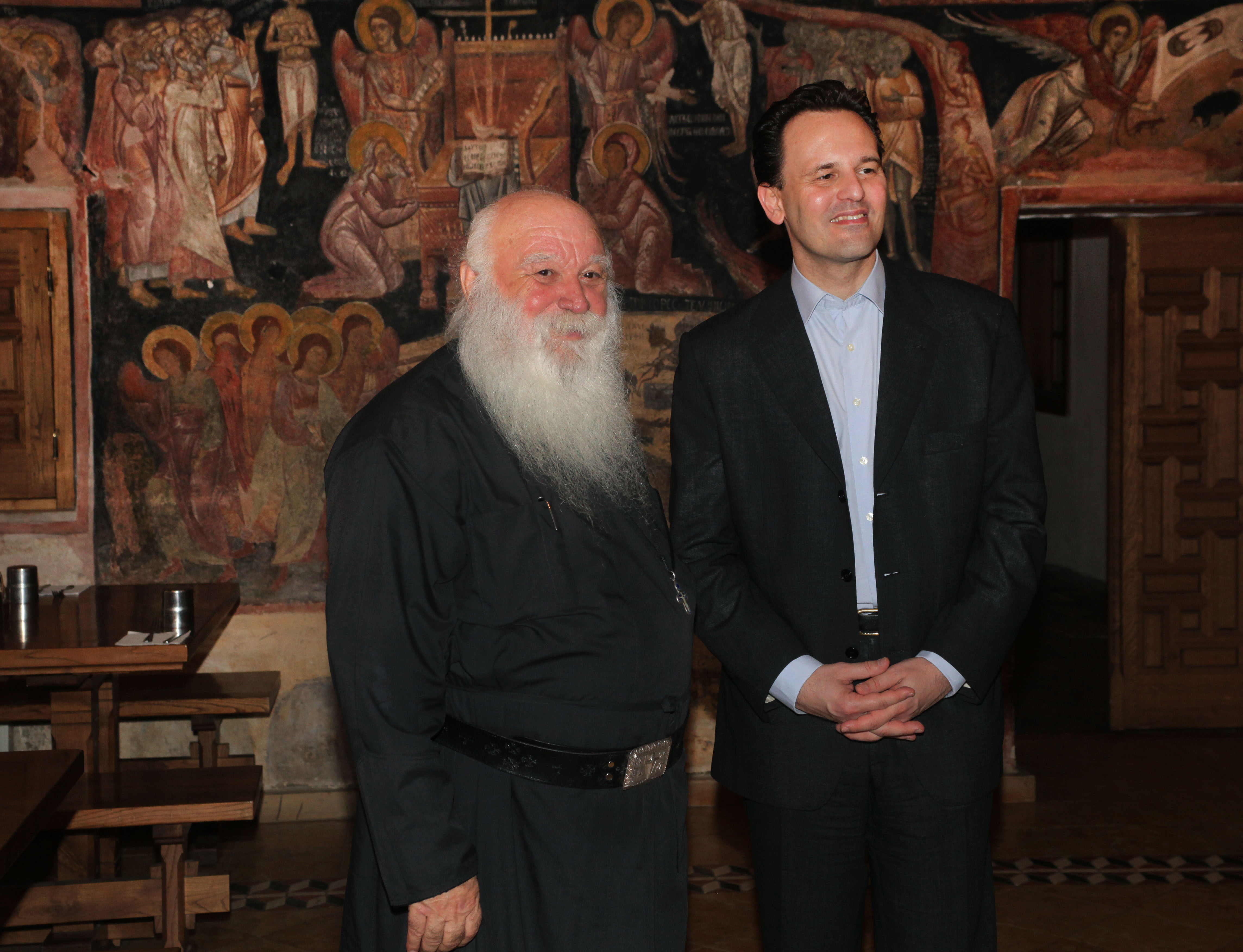

Алексіос (грец. Αλέξιος, в миру Александрос Мадзиріс, грец. Αλέξανδρος Ματζίρης), архімандрит, ігумен монастиря Ксенофонт на Святій горі Афон.

## Біографія
Із 1976 року - ігумен (настоятель) монастиря Ксенофонт на Святій горі Афон.
29 січня 2016 року під час відвідин  Москви вручив ігумені  Покровського ставропігійного жіночого монастиря Феофанії (Міскіні) Георгіївський хрест - нагороду Ксенофонтской Святогірської обителі, - повідомляє кореспондент порталу «Руський Афон».
Ваажає що монах не має права користуватися телефоном, інтернетом та комп'ютером. Це право він може отримати тільки з благословення намісника монастиря. На його думку всі ченці мають користуватися загальним телефоном (не стільниковим), який знаходиться в телефонному центрі монастиря.
У 2019 році взяв участь у інтронізації предстоятеля ПЦУ митрополита Епіфанія.